# (7899) Joya
(7899) Joya est un astéroïde de la ceinture principale.

## Description
(7899) Joya est un astéroïde de la ceinture principale. Il fut découvert le 30 janvier 1996 à Ōizumi par Takao Kobayashi. Il présente une orbite caractérisée par un demi-grand axe de 2,34 UA, une excentricité de 0,14 et une inclinaison de 6,3° par rapport à l'écliptique.

## Compléments